# Mainstream
A mainstream angol nyelvű szakkifejezés. Szó szerinti fordítása: „főáramlat”, „fősodor”. A valamely tudomány vagy művészet célközönségének és szakértőinek többsége által elfogadott és támogatott irányzat megjelölésére használatos. Minden területnek és minden kornak, korszaknak megvannak a maguk uralkodó, azaz mainstream irányzatai, amelyek háttérbe szorítják az alternatív, azaz underground irányzatokat.

## Története
A szót néha pejoratív értelemben is használják olyan szubkultúrák, amelyek a mainstream kultúrát nem csak exkluzívnak, de művészi és esztétikai szempontból is alsóbbrendűnek tekintik.
A szót figuratív módon először Thomas Carlyle használta 1831-ben, ugyanakkor egy másik forrás szerint a szó már jóval előbb jelen volt; már 1599-ben használták.